# Axel Nordlander
Axel Nordlander (Norrbärke, 21 settembre 1879 – Helsingborg, 30 aprile 1962) è stato un cavaliere svedese, vincitore di due medaglie d'oro nell'equitazione ai Giochi olimpici di Stoccolma 1912.

## Palmarès
| Anno | Manifestazione  | Sede      | Evento                        | Risultato |
| ---- | --------------- | --------- | ----------------------------- | --------- |
| 1912 | Giochi olimpici | Stoccolma | Concorso completo individuale | Oro       |
| 1912 | Giochi olimpici | Stoccolma | Concorso completo a squadre   | Oro       |